# Pterygoneurum compactum
Pterygoneurum compactum är en bladmossart som beskrevs av Cano, J. Guerra och Ros 1994. Pterygoneurum compactum ingår i släktet Pterygoneurum och familjen Pottiaceae. Inga underarter finns listade i Catalogue of Life.